# Cybaeota
Cybaeota is een geslacht van spinnen uit de familie waterspinnen (Cybaeidae).

## Soorten
De volgende soorten zijn bij het geslacht ingedeeld:
- Cybaeota calcarata (Emerton, 1911)
- Cybaeota munda Chamberlin & Ivie, 1937
- Cybaeota nana Chamberlin & Ivie, 1937
- Cybaeota shastae Chamberlin & Ivie, 1937